# Reformierte Kirche Celerina Crasta

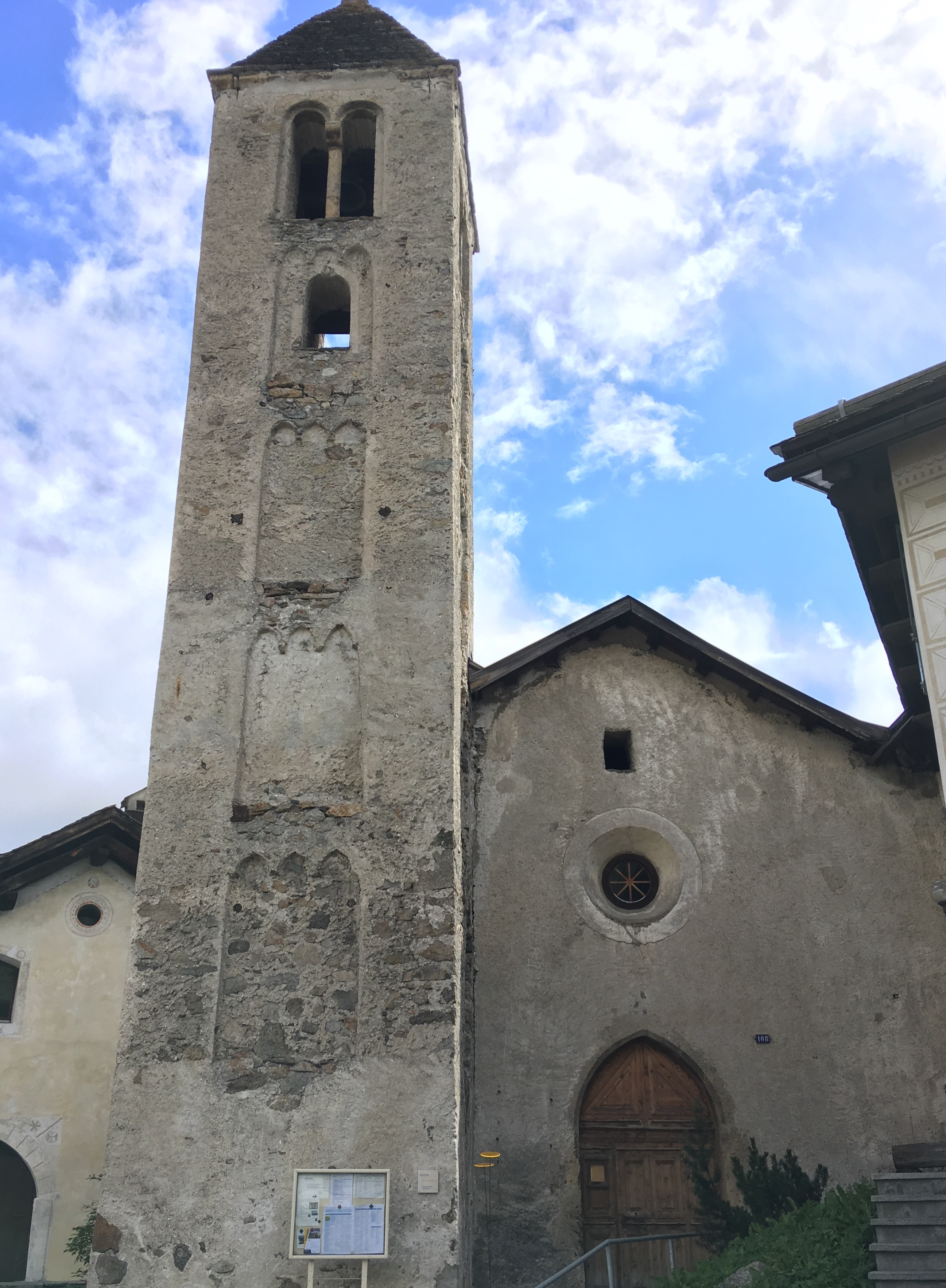
Kirchturm und Frontseite mit Portal

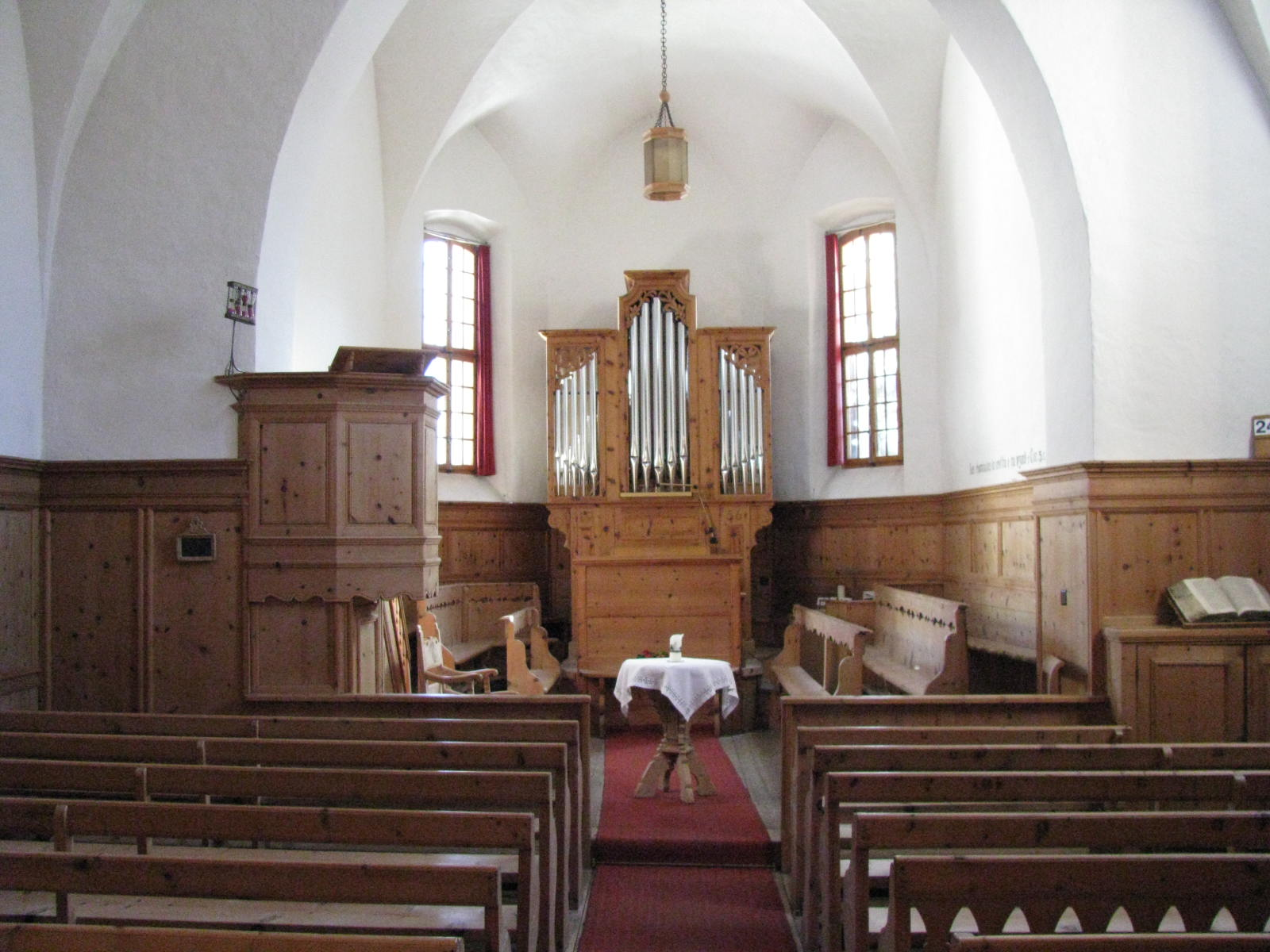
Innenansicht

Die Kirche Celerina Crasta ist ein denkmalgeschütztes evangelisch-reformiertes Gotteshaus im Zentrum von Celerina Crasta im Oberengadin. Sie ist heute die Hauptpredigtkirche des Ortes.

## Geschichte und Ausstattung
Die Kirche zeigt älteste Bausubstanz aus dem 14. Jahrhundert. Ersturkundlich wird die Kirche am 1. März 1501 mit dem Titel St. Maria erwähnt. Das Patrozinium Mariens wird auch in anderen Quellen angemerkt. Die Urkunde über die Güterteilung zwischen der Bürgergemeinde Celerina, der Politischen Gemeinde Celerina und der evangelischen Kirchgemeinde Celerina aus dem Jahr 1914 spricht von der Kirche Santa Maria Magdalena. Seit Annahme der Reformation in Celerina im Jahre 1577 (als letztes Dorf des Oberengadins) ist sie reformierte Predigtkirche.
Der Turm mit Sichtmauerwerk, zweistöckiger Glockenstube und kleinem Zeltdach zeigt romanischen Baustil. Im Kircheninneren trennt ein Kielbogen den Chor vom Schiff. Dem Chor links vorangestellt ist eine polygonale Hochkanzel. Im Zentrum des Chors steht ein kleiner Tauftisch, auf dem nach reformiertem Bündner Brauch auch das Abendmahl gefeiert wird, während die dreiprospektige Orgel an der Chorwand angebracht ist.

## Kirchliche Organisation
Celerina löste sich 1527 von der Mutterpfarrei Samedan. Celerina – damals mit den beiden Kirchen San Gian und Crasta – trat 1577 zum evangelischen Glauben über. Erster Pfarrer wurde Nikolaus Kesel. Seit 2017 gehört Celerina zur Evangelisch-reformierten Kirchgemeinde Oberengadin (romanisch: Baselgia evangelica-refurmeda Engiadin'Ota), umgangssprachlich Refurmo genannt.